# BRAVIA
BRAVIA es una marca de la empresa japonesa Sony, que es utilizada para comercializar televisores de alta definición y ultra alta definición LCD, LED y OLED, televisores de proyección y proyectores frontales, junto con su gama de cine en casa en la submarca BRAVIA Theatre. El nombre de BRAVIA es un acrónimo en idioma inglés para Best Resolution Audio Visual Integrated Architecture («Arquitectura audiovisual integrada de mejor resolución»).
Todos los televisores Sony de alta definición de pantalla plana y LCD en América del Norte han llevado el logotipo de BRAVIA desde 1995 / 2000. El nombre de BRAVIA reemplaza a WEGA y Trinitron, marca que usó Sony para sus televisores CRT y LCD hasta 1995 / 2000 (fotos publicitarias de los primeros televisores BRAVIA con el logo de WEGA todavía existen). La marca BRAVIA se utiliza también para teléfonos móviles en el mercado japonés.

## Innovaciones en los modelos
| Modelo                                   | NX 705 | EX 705 | EX 605 | EX 505 | EX 405 | EX 305 | BX 405 | BX 305 | HX 905 | NX 715 | LX 905 | BX 325 | BX 425 | CX 525 | EX 525 | EX 725 | NX 725 |
| ---------------------------------------- | ------ | ------ | ------ | ------ | ------ | ------ | ------ | ------ | ------ | ------ | ------ | ------ | ------ | ------ | ------ | ------ | ------ |
| DLNA                                     | X      | X      | X      | X      | X      | X      | X      | X      | X      | X      | X      |        |        | X      | X      | X      | X      |
| Sensor de luminosidad                    |        | X      |        |        |        |        |        | X      |        |        |        |        | X      | X      | X      |        |        |
| BRAVIA Sync                              | X      | X      | X      | X      | X      | X      | X      | X      | X      | X      | X      | X      | X      | X      | X      | X      | X      |
| Interatividad                            |        |        |        |        |        |        |        |        |        |        |        |        | X      | X      | X      | X      | X      |
| BRAVIA Internet Video                    | X      | X      | X      | X      | X      | X      | X      | X      | X      | X      | X      |        |        | X      | X      | X      | X      |
| Track ID                                 |        |        |        |        |        |        |        |        |        |        |        |        |        | X      | X      | X      | X      |
| Skype                                    |        |        |        |        |        |        |        |        |        |        |        |        |        | X      | X      | X      | X      |
| Web Browser (Navegador)                  |        |        |        |        |        |        |        |        |        |        |        |        |        | X      | X      | X      | X      |
| Full HD 1080p                            | X      | X      | X      | X      | X      |        | X      |        | X      | X      | X      |        | X      | X      | X      |        |        |
| S-FORCE                                  | X      | X      | X      | X      | X      | X      | X      | X      | X      | X      | X      |        |        |        |        |        |        |
| USB                                      | X      | X      | X      | X      | X      | X      | X      | X      | X      | X      | X      | X      | X      |        |        | X      | X      |
| MOTIONFLOW 120Hz*                        | X      | X      |        | X      |        |        |        |        |        | X      |        |        |        |        |        |        |        |
| BRAVIA ENGINE 3                          | X      | X      | X      | X      | X      | X      | X      | X      | X      | X      | X      |        |        |        |        |        |        |
| Energy Saving Switch (Ahorro de energía) | X      | X      |        |        |        |        |        |        | X      | X      | X      |        |        |        |        |        |        |
| Wi-Fi                                    | X      | X      |        |        |        |        |        |        |        |        | X      |        |        |        |        |        |        |
| DTV                                      | X      | X      | X      | X      | X      | X      | X      | X      | X      | X      | X      | X      | X      |        |        | X      | X      |
| Widgets para internet                    | X      |        |        |        |        |        |        |        |        |        | X      |        |        |        |        |        |        |
| 24p True Cinema                          |        |        |        |        |        |        |        |        |        |        |        |        | X      |        |        |        |        |
| Live Color                               |        |        |        |        |        |        |        |        |        |        |        |        | X      |        |        |        |        |
| Motionflow 240Hz                         |        |        |        |        |        |        |        |        |        |        |        |        |        |        |        | X      | X      |
| X-Reality                                |        |        |        |        |        |        |        |        |        |        |        |        |        |        |        | X      |        |

## Historia
En septiembre de 2016, Sony anunció que los televisores manufacturados antes de 2010 2011 2012 2013 perderán el acceso a YouTube.